# Gestreepte buidelmuizen
Gestreepte buidelmuizen (Phascolosorex) vormen een geslacht van roofbuideldieren dat voorkomt in de bergen van Nieuw-Guinea, op 1050 tot 3200 m hoogte. De wetenschappelijke naam van het geslacht werd in 1916 gepubliceerd door Paul Matschie.

## Taxonomie
Dit geslacht is verwant aan Neophascogale; samen vormen deze twee geslachten weer een clade met de groep van de buidelmarters en de Tasmaanse duivel.

## Kenmerken
Het zijn middelgrote roofbuideldieren met een lange snuit, kleine ogen en een lange vacht. Er is een rugstreep aanwezig.

## Soorten
Het geslacht telt twee soorten, die beide uitsluitend voorkomen op Nieuw-Guinea:
- Phascolosorex doriae (Thomas, 1886)
- Phascolosorex dorsalis (Peters & Doria, 1876)